# PRO TEC Vinduer A/S
PRO TEC Vinduer A/S er en dansk virksomhed, der producerer facader, vinduer og døre. Virksomheden ligger i Holstebro og beskæftiger ca. 140 medarbejdere. Virksomheden er en del af Inwido-koncernen, som også ejer bl.a. KPK Vinduer og Outline Vinduer A/S.
I 2010-2011 gennemførte virksomheden en spare- og effektiviseringsproces, der skulle reducere medarbejdernes løn og fjerne unødvendige arbejdsgange.
I 2012 foretog PRO TEC en omrokering i ledelsen og satser i fremtiden mere på facadeløsninger for professionelle bl.a. med lanceringen af nyt website. Virksomheden fokuserer på energibesparende løsninger og er i dag ISO 9001-certificeret.
I 2016 blev PRO TEC nedlagt/lukke på grund af underskud 4. år i træk, af del af underskud skyldes nedlægning af produktionen, men virksomheden er dog stadig teknisk åben i cvr-registeret 

## Ejerforhold og ledelse
PRO TEC var en del af den svenskejede Inwido-koncern. Salgs- og marketingdirektør Mona Sloth Nielsen hos Inwido Denmark A/S har i 2012 ansvaret for salg hos PRO TEC.